# Цейслер, Виктор Мартынович
Виктор Мартынович Це́йслер (13 июля 1931 — 15 июня 2017) — советский и российский геолог, профессор Российского государственного геологоразведочного университета, доктор геолого-минералогических наук. Научные интересы сосредоточены в области изучения геологических формаций. Академик РАЕН.  Председатель секции геологии Московского общества испытателей природы.

## Биография
В 1951 году окончил Кизеловский горный техникум Минуглепрома СССР в городе Кизел (ныне Пермский край) — центре угледобывающей промышленности. В 1956 году окончил Московский геологоразведочный институт по специальности «Геология и разведка месторождений полезных ископаемых», поступил в аспирантуру и защитил кандидатскую диссертацию.
Во МГРИ работает с 1956 года. С 1982(1?) года руководил кафедрой региональной геологии и палеонтологии, сменив на этом посту М. В. Муратова. Вместе с другими сотрудниками кафедры Виктор Мартынович много лет проводил полевые исследования в Крыму, на Кавказе, в Туркмении, Узбекистане, Таджикистане. По результатам исследований издал около 200 работ по стратиграфии, сравнительной и региональной тектонике, геологической истории регионов, формациям, угленосности, а также 10 учебных пособий и учебников по геологии, региональной геологии и геотектонике, формационному анализу, фациальному анализу.
Разработал курс «Основы формационного анализа», основной задачей которого было изучение строения и выявление общих закономерностей истории геологического развития и минерагении регионов платформ и складчатых областей. В 2002 году выпустил первое в стране учебное пособие по этому курсу. Также разработал типовые программы по региональной геологии и геотектонике.

## Награды и звания
- Медаль «Ветеран труда»,
- Медаль «В память 850-летия Москвы»,
- Медаль ВДНХ,
- Знак «300 лет горно-геологической службы России»,
- Знак «Отличник разведки недр»,
- Премия Московского общества испытателей природы,
- Лауреат премии Правительства Российской Федерации 2013 года в области науки и техники за создание «Российской геологической энциклопедии»[7],
- Заслуженный деятель науки Российской Федерации,
- Почётный работник высшего образования РФ,
- Ветеран МГРИ
- Академик РАЕН.